# Celtisaspis zhejiangana
Celtisaspis zhejiangana är en insektsart som beskrevs av Yang och Li 1982. Celtisaspis zhejiangana ingår i släktet Celtisaspis och familjen rundbladloppor. Inga underarter finns listade i Catalogue of Life.